# Veivijärvi
Veivijärvi är en sjö i Kiruna kommun i Lappland och ingår i Torneälvens huvudavrinningsområde. Sjön har en area på 0,637 kvadratkilometer och ligger 451 meter över havet. Sjön avvattnas av vattendraget Sapekjåkkå.

## Delavrinningsområde
Veivijärvi ingår i det delavrinningsområde (764467-171763) som SMHI kallar för Utloppet av Veivijärvi. Medelhöjden är 466 meter över havet och ytan är 2,6 kvadratkilometer. Det finns ett avrinningsområde uppströms, och räknas det in blir den ackumulerade arean 30,46 kvadratkilometer. Sapekjåkkå som avvattnar avrinningsområdet har biflödesordning 4, vilket innebär att vattnet flödar genom totalt 4 vattendrag innan det når havet efter 513 kilometer. Avrinningsområdet består mestadels av skog (59 procent) och sankmarker (17 procent). Avrinningsområdet har 0,64 kvadratkilometer vattenytor vilket ger det en sjöprocent på 24,5 procent.